# Bathymedon vulpeculus
Bathymedon vulpeculus är en kräftdjursart som beskrevs av J. L. Barnard 1971. Bathymedon vulpeculus ingår i släktet Bathymedon och familjen Oedicerotidae. Inga underarter finns listade i Catalogue of Life.